# Emma Hamilton

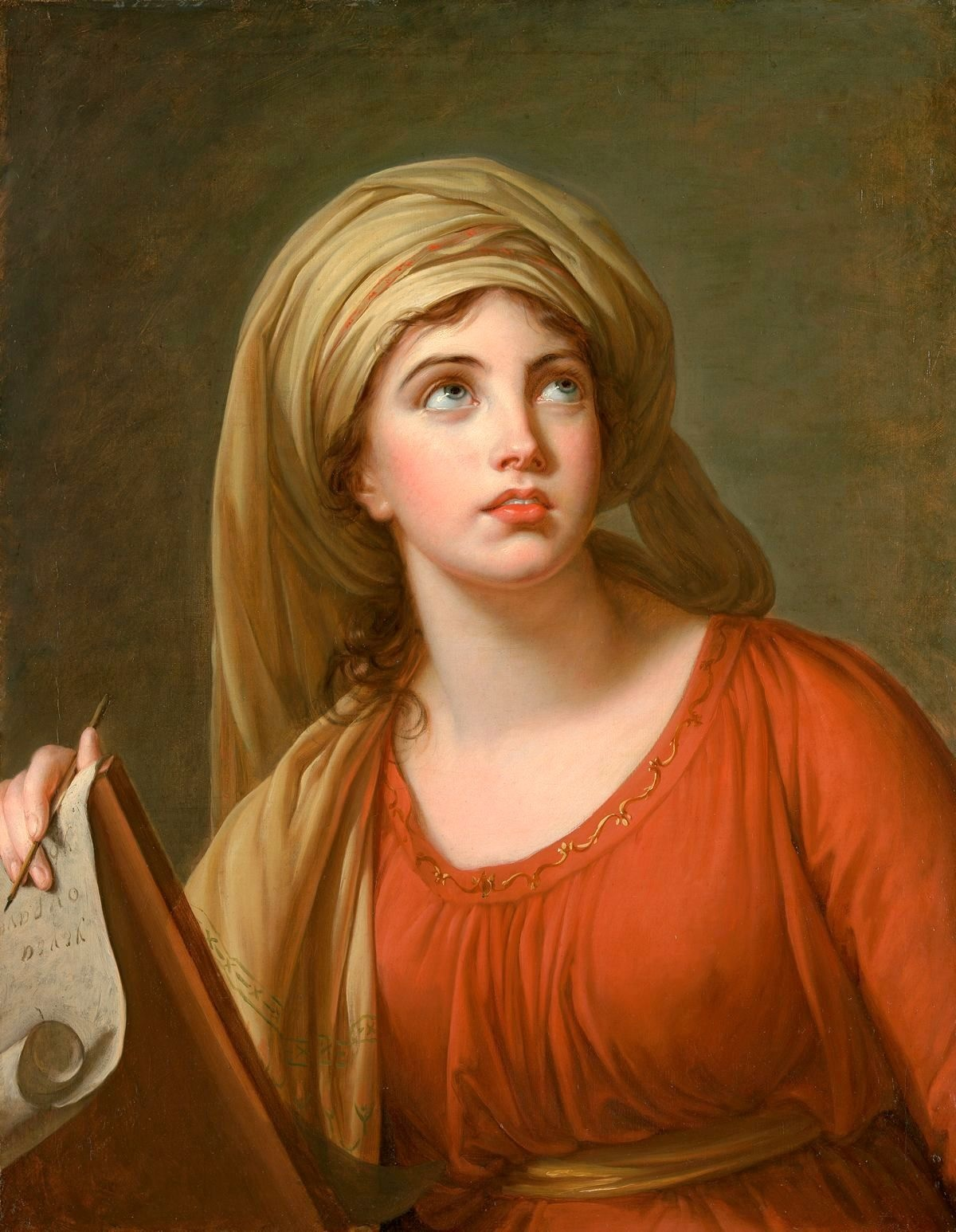
Emma Hamilton qua nét vẽ của Élisabeth Vigée-Lebrun

Emma Hamilton (sinh ngày 26 tháng 4 năm 1765 - rửa tội 12 tháng 5 năm 1765, mất ngày 15 tháng 1 năm 1815) là một người phụ nữ được nhắc đến như là một tình nhân của đô đốc Horatio Nelson của nước Anh và là nàng thơ của George Romney. Bà được sinh ra tại Amy Lyon trong địa hạt Ness gần Neston vùng Cheshire nước Anh. Bà là con gái của một thợ rèn tên là Henry Lyon, ông đã qua đời khi bà được hai tháng tuổi. Bà được nuôi dưỡng bởi mẹ trước đây là Mary Kidd. Sau đó, bà thay đổi tên của mình thành Emma Hart.

## Một số hình ảnh của bà

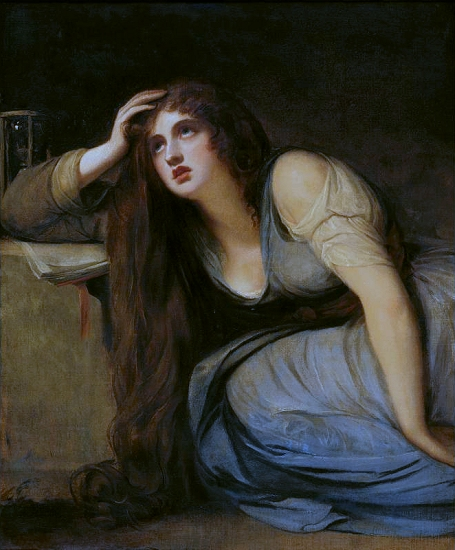
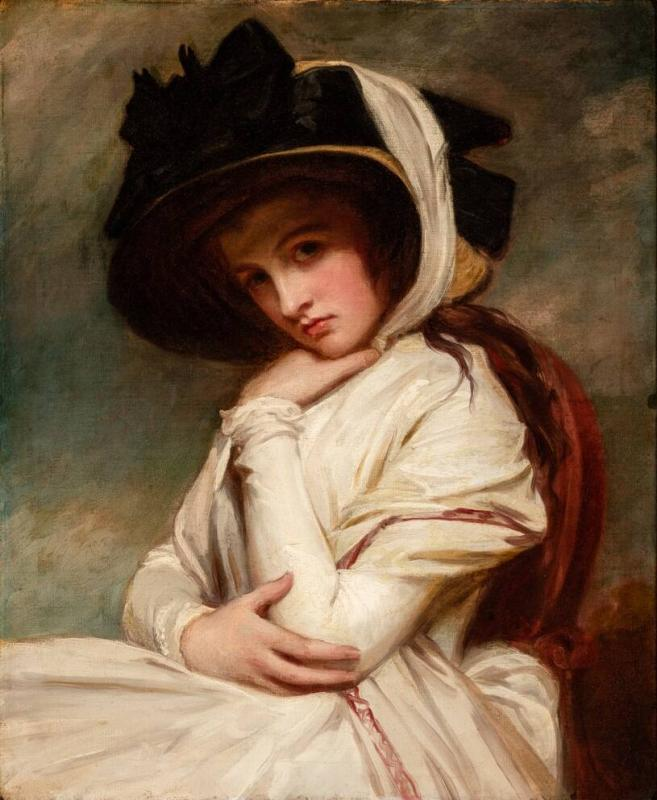
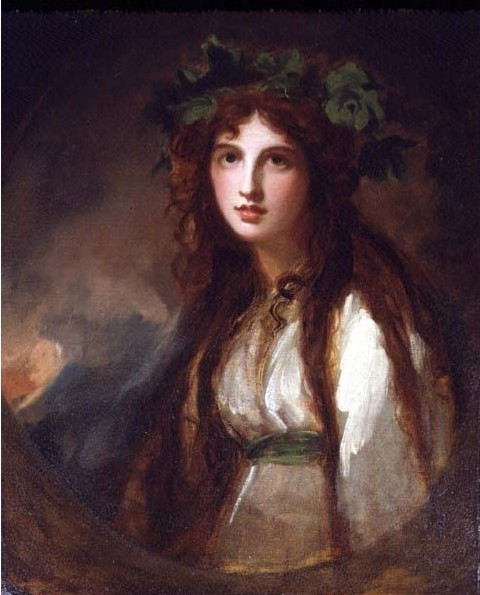
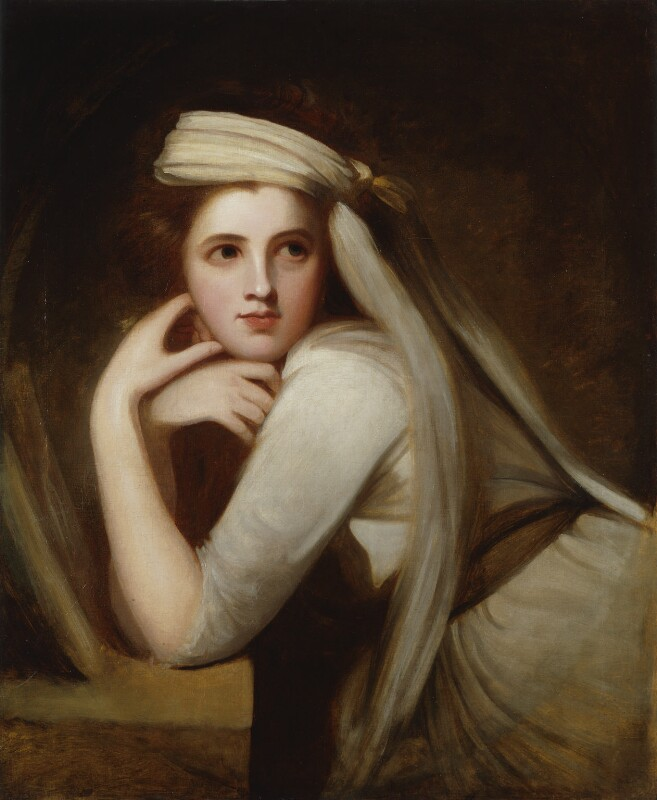
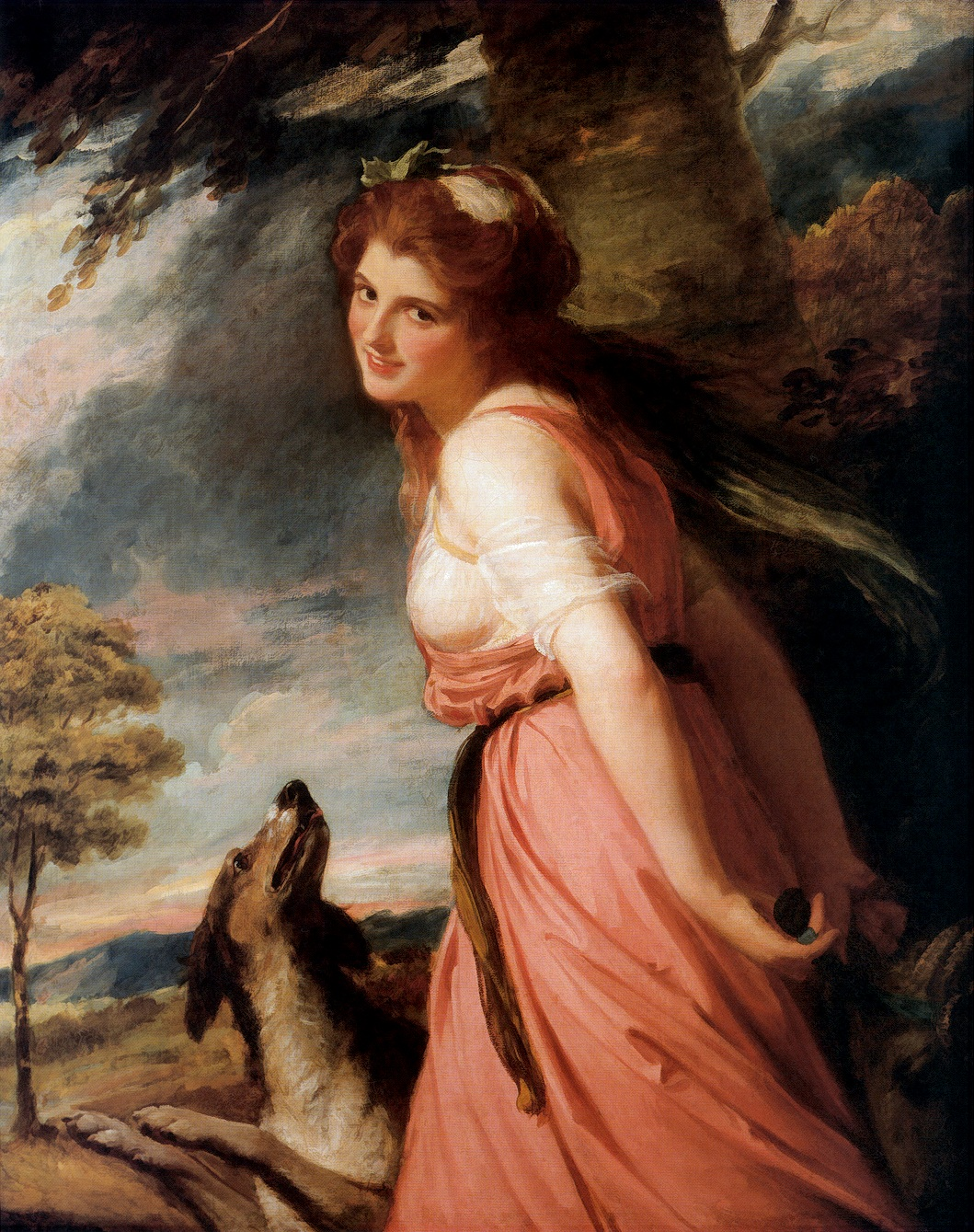
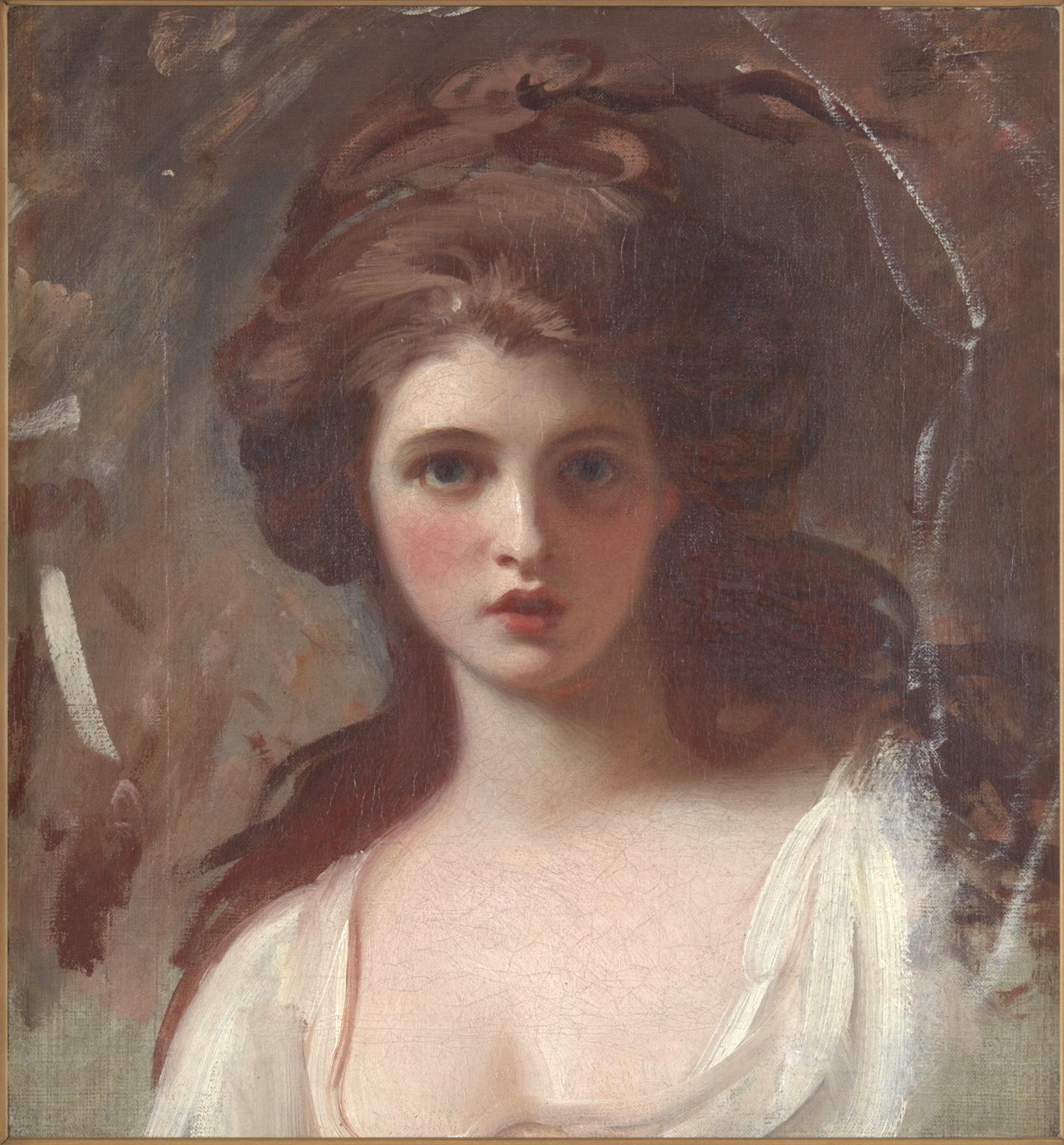
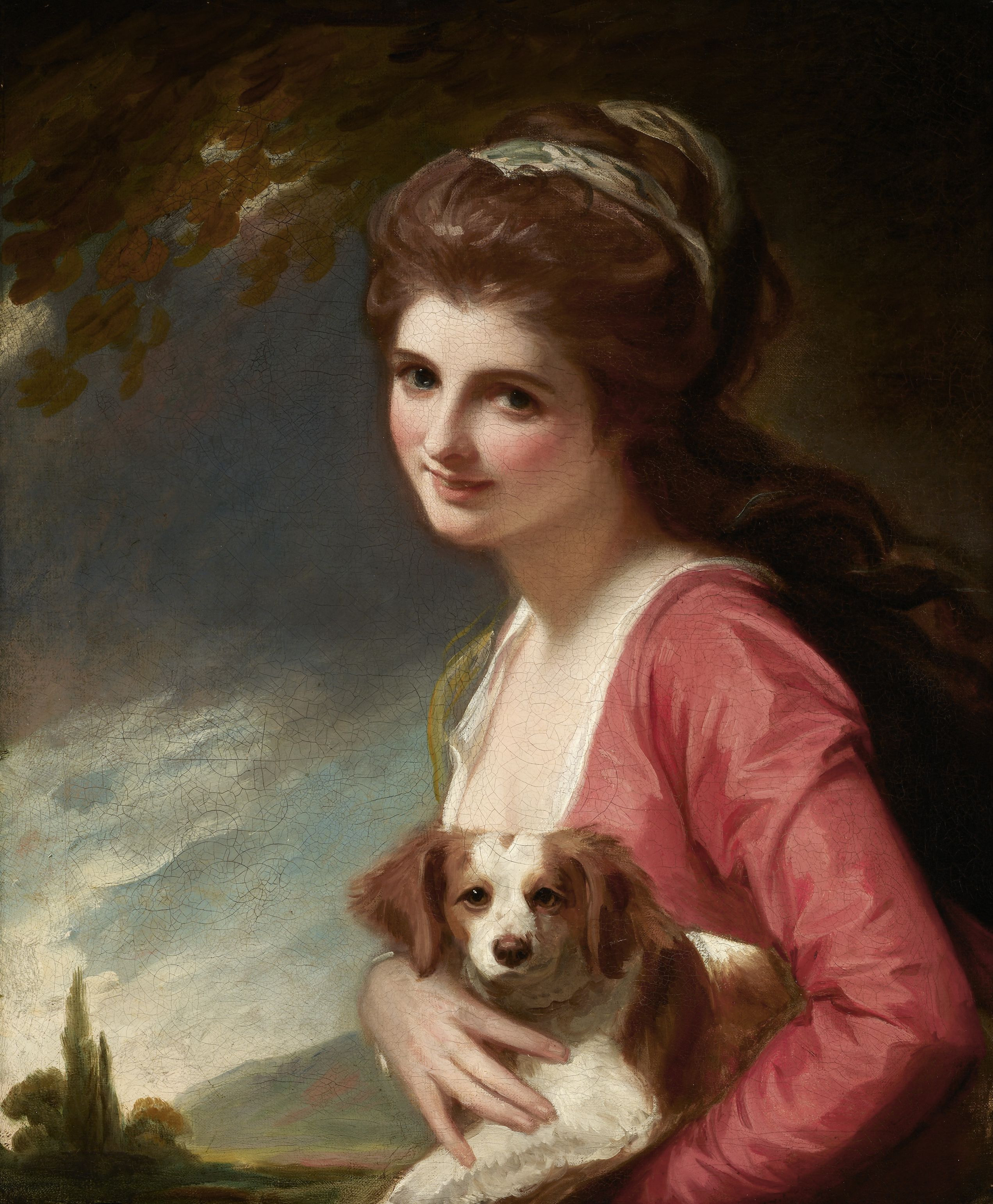
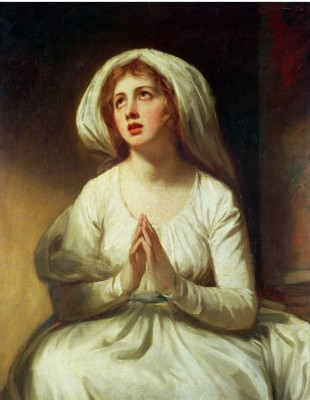
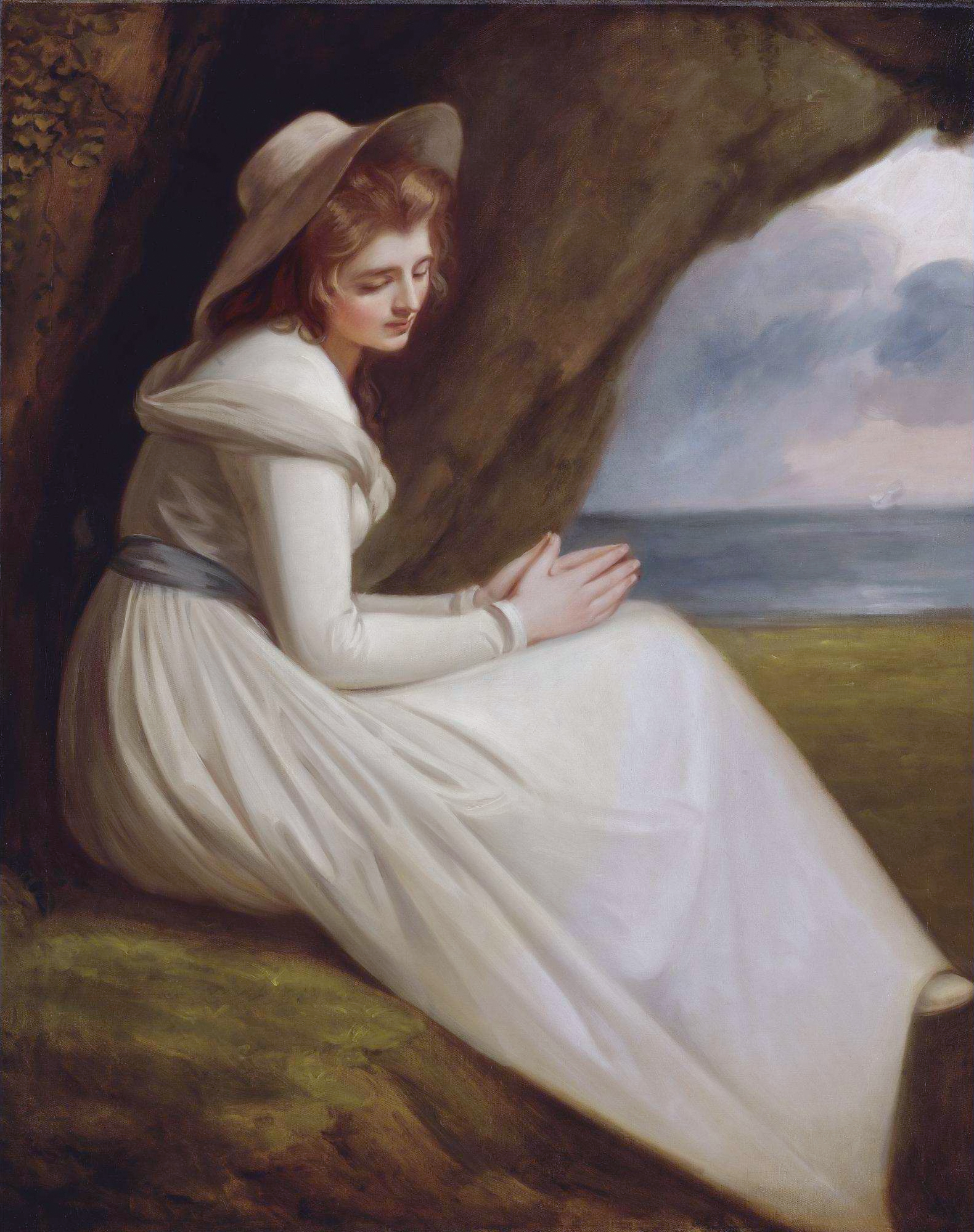
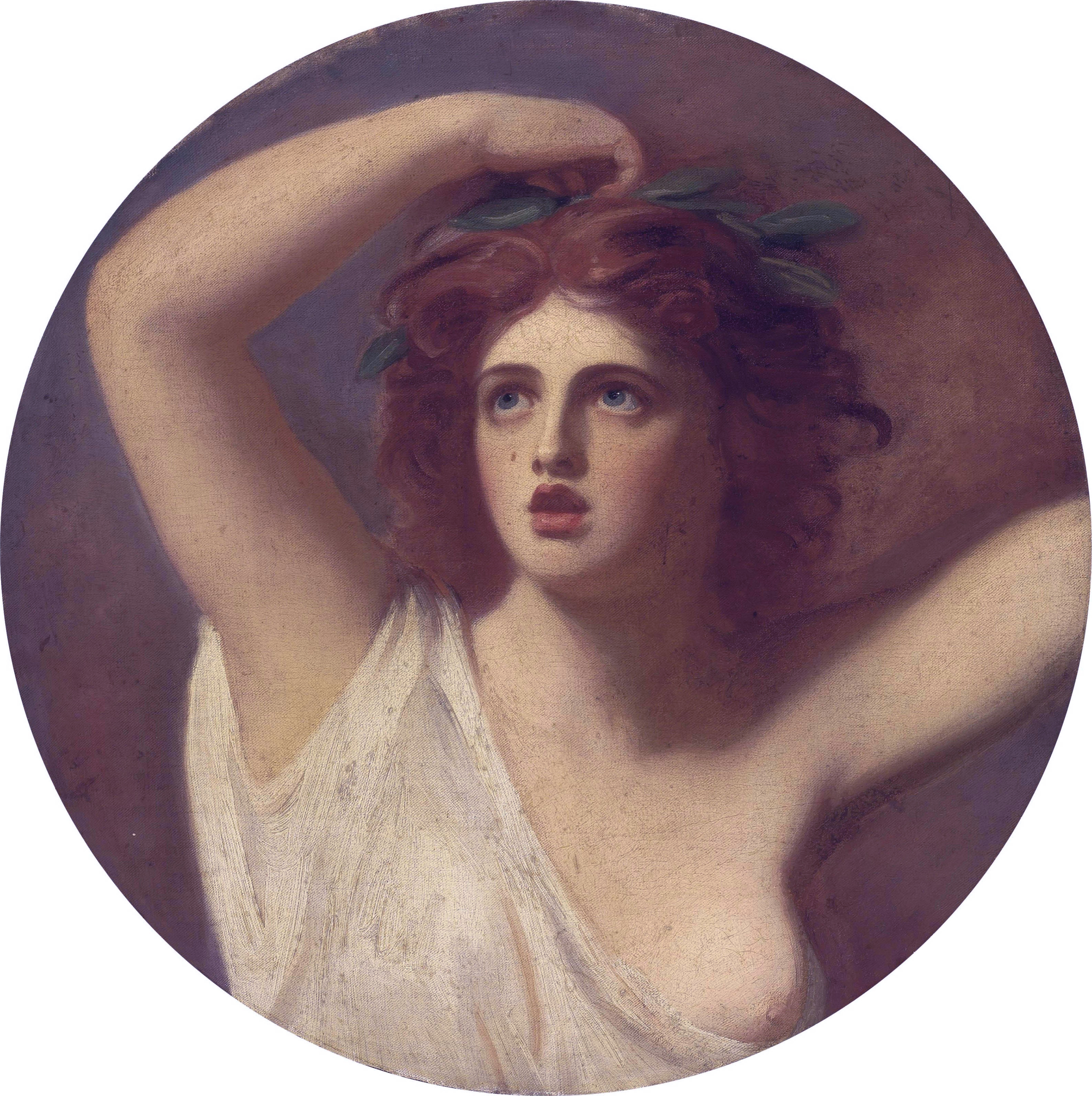